# Hilaire De fauw
Hilaire De fauw (Sint-Andries, 5 december 1923 – 17 juli 1992) was een Belgisch CVP-politicus actief in Sint-Andries, Brugge en de provincie West-Vlaanderen.
De fauw groeide op en werd gevormd binnen de christelijke arbeidersbeweging, het tegenwoordige Beweging.net. Na begonnen te zijn in de Kristelijke Arbeidersjeugd (KAJ) werd zijn loopbaan voortgezet bij De Gilde, synoniem voor het ACW. Hij was er verantwoordelijk voor de coöperaties zoals de Welvaartwinkels, de Volksverzekering (DVV) en de bank BAC, eerst als agent en nadien als verantwoordelijk voor de hypothecaire leningen in de provincie.

## Straat
De fauw werd een eerste maal – als CVP-kandidaat – verkozen in 1958 in zijn geboortedorp Sint-Andries. In de provincie voor het eerst in 1965 als provincieraadslid om vervolgens vanaf 1967 in het dagelijkse beleid betrokken te worden als gedeputeerde. Het waren vooral de sociale thema's die zijn aandacht trokken, zoals huisvesting, werkgelegenheid en de gehandicaptenzorg.
In 2012 werd in Sint-Andries een straat naar hem vernoemd.
Hij was de vader van de CD&V-politicus Dirk De fauw, sinds 1 januari 2019 burgemeester van Brugge.